# Browns (Illinois)
Pour les articles homonymes, voir Browns.
Browns est un village du comté d'Edwards dans l'Illinois, aux États-Unis,. Il est situé au centre-est du comté en bordure de la rivière Bonpas Creek (en), qui est la frontière avec le comté de Wabash. Il est incorporé le 16 juillet 1892. Le village est une dry municipality depuis l'époque de la prohibition.

## Démographie
Lors du recensement de 2010, le village comptait une population de 134 habitants. Elle est estimée, en 2016, à 131 habitants.

## Source de la traduction
- (en) Cet article est partiellement ou en totalité issu de l’article de Wikipédia en anglais intitulé « Browns, Illinois » (voir la liste des auteurs).